# Trichoplusia longisigna
Trichoplusia longisigna är en fjärilsart som beskrevs av Chou och Lu 1979. Trichoplusia longisigna ingår i släktet Trichoplusia och familjen nattflyn. Inga underarter finns listade i Catalogue of Life.